# سام باركاس
صامويل باركاس (29 ديسمبر 1909 - 10 ديسمبر 1989) كان لاعب كرة قدم إنجليزي ومدير لعب في مركز الظهير الأيسر لبرادفورد سيتي ومانشستر سيتي.